# Shwak (district)
Shwak is een van de 11 districten van de provincie Paktiyā in Afghanistan. Shwak heeft 7.000 inwoners. Het districtscentrum ligt in Shwak.

## Bestuurlijke indeling
Het district Shwak is onderverdeeld in 20 plaatsen:
- Lachikhel
- Shabakkhel
- Tanak Kot
- Dokanha-i Shabak
- Naway Kot
- Barak Kalay
- Arabkhel
- Jani Kot
- Cwander
- Zar Kot
- Mercho Kalay
- Kotkay
- Lakhi Kot
- Shwak
- Koragay
- Lambali Kot
- Ghoran
- Karkhel
- Musakhel
- Kheday Baba

Ahmadabad · Chamkani · Dand-Wa-Patan · Gardez · Jaji · Jani Khel · Lija Ahmad Khel · Sayid Karam · Shwak · Wuza Zadran · Zurmat